# Юрлов, Пётр Михайлович
Пётр Михайлович Юрлов (14 марта 1918, Свистуха, Тюменская область — 2 марта 1959, Свистуха, Тюменская область) — командир орудия 417-го отдельного истребительно-противотанкового дивизиона 192-й стрелковой дивизии, старшина.

## Биография
Родился в 1918 году в деревне Свистуха Голышмановского района Тюменской области. Окончил 4 класса. Работал трактористом в колхозе.
В 1938 году был призван в Красную Армию. На фронте в Великую Отечественную войну с мая 1942 года. Член ВКП с 1942 года. К лету 1944 года старшина Юрлов — командир орудия 417-го отдельного истребительно-противотанкового дивизиона 192-й стрелковой дивизии. Участвовал в боях за освобождение Белоруссии и Прибалтики, громил врага в Восточной Пруссии.
В июле 1944 года в боях за населенные пункты Городок, Семково, Раков расчет старшины Юрлова метким огнём уничтожил свыше отделения противников, несколько взял в плен.
Приказом от 18 июля 1944 года старшина Юрлов Пётр Михайлович награждён орденом Славы 3-й степени.
6-8 октября 1944 года в бою в районе южнее города Расейняй старшина Юрлов, командуя расчетом, прямой наводкой проделал проходы в проволочных заграждениях, подавил 2 пулемета, пушку и поразил до 10 вражеских солдат. Сопровождая огнём пехоту, расчет старшины Юрлова вывел из строя 3 противников, пулемет, радиостанцию.
Приказом от 3 ноября 1944 года старшина Юрлов Пётр Михайлович награждён орденом Славы 2-й степени.
13-14 апреля 1945 года в боях на подступах к городу Пиллау старшина Юрлов подбил вражеский тяжелый танк. Оставшись у орудия вдвоем с наводчиком, метким огнём поразил 2 бронетранспортера, пулемет и около 10 противников.
Указом Президиума Верховного Совета СССР от 29 июня 1945 года за исключительное мужество, отвагу и бесстрашие, проявленные на заключительном этапе Великой Отечественной войны в боях с вражескими захватчиками, старшина Юрлов Пётр Михайлович награждён орденом Славы 1-й степени. Стал полным кавалером ордена Славы.
В 1948 году был демобилизован. Вернулся на родину. Руководил полеводческой бригадой в колхозе. Умер 2 марта 1959 года.

## Награды
Награждён орденами Красного Знамени, Отечественной войны 1-й степени, Славы 3-х степеней, медалями.